# Eulinognathus eremodipodis
Eulinognathus eremodipodis är en insektsart som beskrevs av Blagoveshtchensky 1965. Eulinognathus eremodipodis ingår i släktet Eulinognathus och familjen ledlöss. Inga underarter finns listade i Catalogue of Life.